# Nikka Costa
Nikka Costa, nome artístico de Domenica Costa (Tóquio, Japão, 4 de junho de 1972), é uma cantora australiana/americana que combina elementos de funk, soul, e blues, além de outros gêneros.

## Biografia
Nikka Costa é filha de Don Costa, um arranjador e produtor musical, com o qual gravou alguns álbuns quando criança, muitos dos quais receberam disco de platina. Seus pais participavam do festival Tokyo Music Festival. Frank Sinatra, um velho amigo de seu pai e com quem trabalhava, era seu padrinho. Don era arranjador musical de Sinatra, de Tony Bennett e outros. Apesar de ter crescido em Los Angeles, ela é pouco conhecida nos Estados Unidos, mas teve um sucesso comercial interessante em outros países do mundo, mais notavelmente na Austrália, Itália, Alemanha e Brasil.[carece de fontes?]

### Carreira
A carreira começou aos cinco anos, cantando ao lado de Don Ho no Havaí, para um especial de Natal produzido por seu pai.[carece de fontes?] Boa parte da infância, Nikka passou no estúdio de gravação de Don Costa, convivendo com artistas como Quincy Jones e Sammy Davis Jr. Aos nove anos, cantou a balada On My Own (composta por Don Costa) em um show na Itália, e o sucesso da apresentação foi tão grande que levou à gravação de seu primeiro disco. O trabalho, homônimo, foi lançado em 1981 e vendeu dois milhões de cópias no mundo todo, apesar de não ter saído nos Estados Unidos. Depois de lançar seu segundo disco, Fairy Tales (1983), Nikka Costa passou seis anos sem gravar, devido à morte de seu pai no mesmo ano. A cantora voltou ao mundo da música com o disco Here I Am (1989), lançado discretamente por uma pequena gravadora alemã. No mesmo ano, assinou contrato com a gravadora Mushroom Records e lançou Butterfly Rocket, que rendeu uma indicação a Melhor Artista Revelação no Australian Recording Industry Awards.

### Década de 1990
Em 1992, aos vinte anos, Nikka mudou-se para a Austrália, passando a fazer shows e escrevendo músicas próprias. Em 2000, Dominique Trenier (produtor de D'Angelo e R. Kelly) começou a trabalhar com Nikka Costa, que assinou contrato com sua gravadora, a Cheeba Sound. Trenier a apresentou aos colegas Justin Stanley e DJ Mark Ronson, e os três criaram Everybody Got Their Something, transformando completamente o estilo da cantora, que faz rhythm & blues com pegada de rock no novo disco. Nikka compôs todas as músicas do trabalho, lançado em maio de 2001. A faixa "Push & Pull" fez parte da trilha sonora do filme Profissão de Risco .

## Temas de telenovelas
Nikka Costa teve três canções incluídas em trilhas sonoras de novelas da Rede Globo. A primeira foi "I Believe In Love" que esteve na trilha sonora da novela "Jogo da Vida" de Silvio de Abreu, exibida entre 1981 e 1982, como tema da personagem "Rosana", interpretada por Maria Zilda. Depois foi a vez de "First Love" ser incluída na trilha sonora da novela "Pão Pão Beijo Beijo" de Walter Negrão em 1983 como tema da personagem "Duda", interpretada pela atriz Élida L'Astorina. Em 1990 foi a vez de "Midnight" embalar a trilha sonora internacional de "Gente Fina", de Luis Carlos Fusco.

## Discografia
- 1981 - Nikka Costa - Did not Chart
- 1983 - Fairy Tales (Cuentos de Hadas) Did not Chart
- 1989 - Here I Am... Yes, It's Me - Did not Chart
- 1996 - Butterfly Rocket - Did not Chart
- 2001 - Everybody Got Their Something - US Billboard 200 - #120
- 2005 - can'tneverdidnothin'  - US Billboard 200 - #157
- 2008 - Pebble To A Pearl  - US Billboard 200 - #157